# Kisbér
Kisbér je okresní město v severním Maďarsku v župě Komárom-Esztergom. Je také správním centrem stejnojmenného okresu. První zmínka o městě pochází z roku 1277. Město má rozlohu 52,17 km² a žije zde 5569 obyvatel (2008).

## Partnerská města
- Eslohe, Německo
- Kolárovo, Slovensko
- Câmpia Turzii, Rumunsko